# Катріна Янг
Катріна Янг (англ. Katrina Young, 10 січня 1992) — американська стрибунка у воду.
Учасниця Олімпійських Ігор 2016, 2020 років.
Призерка Чемпіонату світу з водних видів спорту 2019 року.